# Trochalus tomentosus
Trochalus tomentosus är en skalbaggsart som beskrevs av Moser 1917. Trochalus tomentosus ingår i släktet Trochalus och familjen Melolonthidae. Inga underarter finns listade i Catalogue of Life.